# Bjarne Jensen
Bjarne Jensen (16 april 1959) is een Deense ex-voetbalspeler, die gedurende zijn voetbalcarrière voor Brøndby IF speelde. Jensen heeft ook in het Deens voetbalelftal gespeeld, maar daar heeft hij nog nooit gescoord. Jensen speelde zijn laatste wedstrijd bij Brøndby IF.

## Erelijst
Brøndby IF
- SAS Ligaen

1985, 1987, 1988, 1990, 1991